# De Frie
De Frie var en svensk konstnärsgrupp, bildad 1902.
Den framträdde med några utställningar i Stockholm, men blev annars ganska kortlivad.
Dess medlemmar omhuldade framför allt ett stämningsmättat och stiliserat måleri.
Till gruppen hörde bland annat Artur Bianchini, Oscar Sivertsen, Ecke Hedberg, Alfred Ekstam, Torgny Dufwa, Per Fischer, Harriet Sundström och Nabot Törnros.